# 马麝
马麝，又稱西麝、高山麝。藏名译音为“拉瓦”，在門巴語中又稱獐子、黃獐子、拉嘎兒。
馬麝現属于中国一级重点保护野生动物。這個物種有時被認為是一個物種，但联合国环境署的資料中，視馬麝為喜馬拉雅麝的同種異名，也有資料將其歸為亞種。

## 生态环境
乾旱灌丛草原區一直到濕潤森林地區都有馬麝的分布，其栖息地海拔高度為3000 - 5200米，常活動在高山針葉林，灌丛與多裸石的碎石山坡中。喜歡伏卧在陡峭的石崖下和大樹下。目前適栖範圍內平均密度約每平方公里1.03隻，最高可達每平方公里8-10隻。
马麝分布於四川西部和北部的高原、西藏地區及其他高山区域。

## 特征
体形比原麝稍大，体长约为88 - 92厘米，肩高50-60厘米，体重8-15千克，是最大的一種麝。背部为浅黄褐色，全身棕黃褐色或沙黃淡褐色，有与林麝类似的颈纹，但不明显。個體大小似成體山羊，頭形狹長，吻端尖，耳朵直豎。往往以跳躍方式行進。雌、雄均沒有角，沒有眶下腺、跗腺。耳狹長，約12厘米左右，雌麝較長。雄體的上犬齒特別發達，呈獠牙向下伸出唇外，且略向右彎，長約5至5.5厘米；雌體的上犬齒不呈獠牙。尾長約5至6厘米，大部裸露，其上布滿油脂腺體，僅尾尖有一丛稀疏毛存在。僅雄性體腹後部有香腺，生產麝香。乳頭一對。體毛長約5至6厘米，粗而髓質發達，脆而易斷呈波浪式彎曲，尖端狹窄，毛基部乳灰色，向上漸轉為淡褐，接近尖部處有橙色或黃色環，尖部褐色。體側沙黃褐色，臀部色稍暗，腹部、腋下的毛呈淡黃色，細而長，較軀幹部毛柔韌。頸背中央有一條縱行暗褐色斑紋，上有數個土黃色毛丛。四肢前面呈較淡的污黃灰色，後面較深呈棕黃至濃褐色。由於栖息環境及地理區域不同，西藏的馬麝在西南部多活動在裸石、矮灌區體色較淡，而東南部靠近林區的體色較深。

## 習性及活動規律
馬麝性膽怯且孤獨，恐懼感比林麝更嚴重，除發情交配季節外，多單獨活動於僻靜的環境中，選擇較隱蔽的地方休息。全天活動時間多在清晨日出前1個小時至出日後3個多小時，下午日落前3個多小時至日落後約1個小時。活動範圍約1500-3000平方公尺，即使遇到驚嚇逃到較遠的地方，過後牠仍返回到原有的活動區域。活動有固定的路線，行動輕盈且敏捷。無外界干擾時邊走邊採食，行動也較緩慢。牠們既吃木本植物樹葉、嫩枝、花蕾，也吃多種草本植物和苔蘚，偶爾也食一些菌類。特別是在枯草季，每天傍晚要到溪邊或有淡水的地方飲水。卧跡多見於比較隱蔽濃密的灌木叢內和突出的崖石下。
在麝道或經常活動的路線上有固定的糞堆。據觀察一晝夜排糞的次數為3至5次，但隨季節變化青草季的乾草季排糞次數由多轉少。
每年秋末至木本植物落葉之前，馬麝進入交配期。有時雄麝之間為爭偶而發生激烈毆鬥，相互以獠牙刺傷對方。在毆鬥期間，往往也是最容易被獵捕的季節。雌麝於5至6月產子，每胎1至2子，偶有3子，但成活的也多為1至2子。幼麝2至3歲就性成熟。雄麝性成熟後，麝香腺囊飽滿，囊內貯存有分泌的麝香，柔軟且帶有光澤，表面油浸黑褐色，內面棕褐色或黃褐色，乾燥後變成粒狀或粉末狀，有濃郁的特殊香味，為名貴中藥材。性成熟後的雄麝在發情交配期，常在活動區域內的樹幹和小樹枝上不斷擦尾，將尾脂腺的分泌物留在其上。

## 外部連結
- 麝香 Shexiang （页面存档备份，存于） 中藥材圖像數據庫 (香港浸會大學中醫藥學院)